# Lourdes Oyarbide
Lourdes Oyarbide (Eguino (Asparrena), 8 april 1995) is een Spaanse voormalige wielrenster.

## Carrière
Oyarbide reed vanaf 2013 vijf jaar bij de Spaans-Baskische wielerploeg Bizkaia-Durango. In 2018 stapte ze over naar het Spaanse Movistar Team en in 2024 reed ze haar laatste jaar bij de Baskische ploeg Laboral Kutxa-Fundación Euskadi..
In 2017 werd Oyarbide Spaans kampioene tijdrijden en in 2019 pakte ze de nationale titel in de wegwedstrijd. In dat jaar won ze met een solo de slotrit van de Ronde van Burgos.

## Palmares

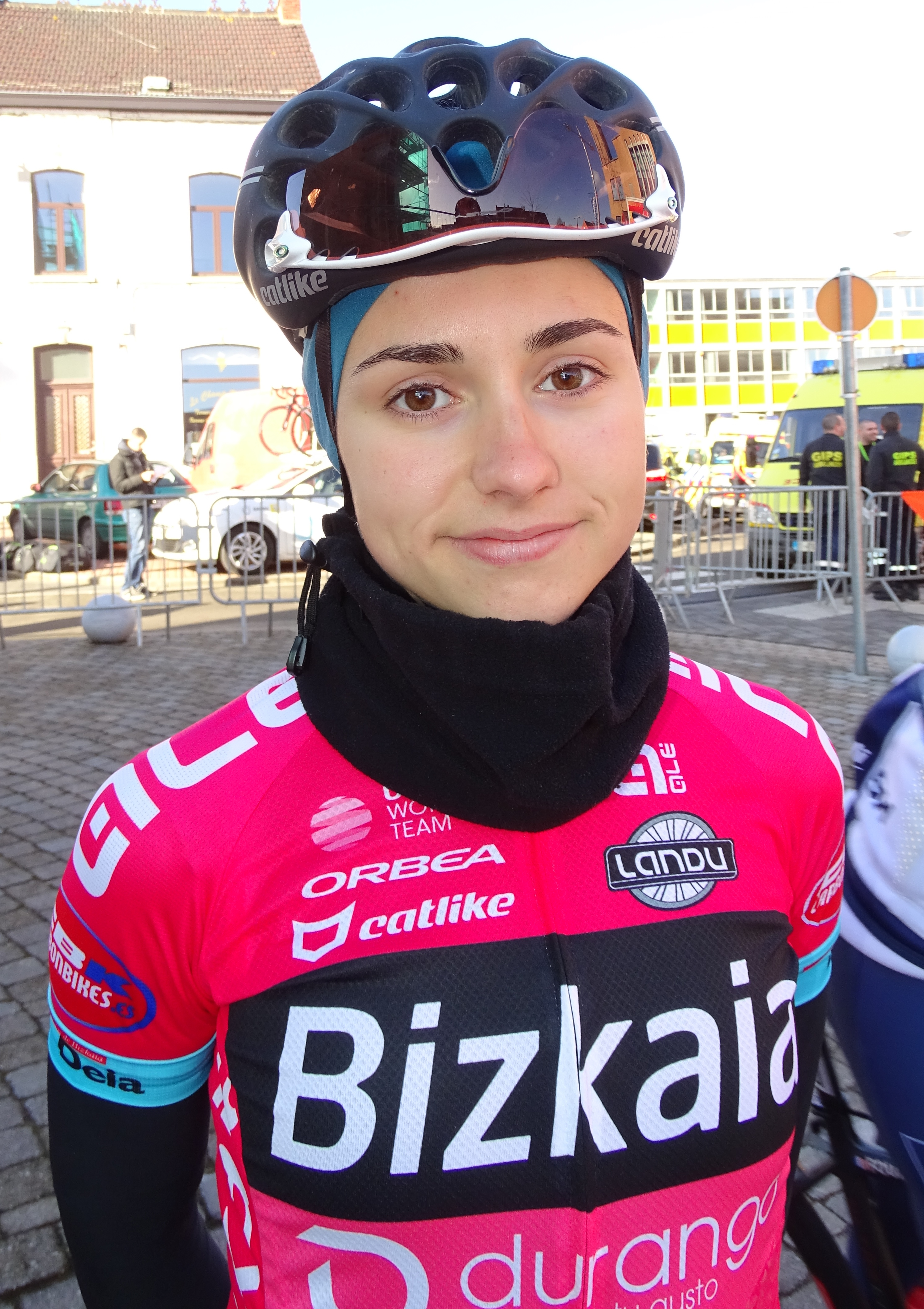
Met Bizkaia-Durango in Le Samyn 2016.

2011
 Spaans kampioene tijdrijden, junioren
2012
 Spaans kampioene tijdrijden, junioren
 Spaans kampioenschap op de weg, junioren
2017
 Spaans kampioene tijdrijden, elite
2019
 Spaans kampioene op de weg, etite
 Spaans kampioenschap tijdrijden, elite
4e etappe Ronde van Burgos
2021
 Spaans kampioenschap tijdrijden, elite

### Resultaten in voornaamste wedstrijden
| Jaar | Gent-Wevelgem | Ronde van Vlaanderen | Parijs-Roubaix | Luik-Bast.‑Luik | Emakumeen Saria | Madrid Challenge | Chrono des Nations |  | WK op de weg |
| ---- | ------------- | -------------------- | -------------- | --------------- | --------------- | ---------------- | ------------------ |  | ------------ |
| 2012 |               |                      |                |                 | buit.tijd       |                  |                    |  |              |
| 2015 |               | opgave               |                |                 |                 | 41e              | 26e                |  |              |
| 2016 | opgave        |                      |                |                 | 54e             | 30e              | 12e                |  |              |
| 2017 | 55e           | opgave               |                | 49e             | 18e             | 23e              | 14e                |  | opgave       |
| 2018 | opgave        |                      |                | 64e             | 42e             | 29e              |                    |  |              |
| 2019 |               |                      |                |                 | 46e             | 18e              |                    |  | 74e          |
| 2020 |               |                      |                | opgave          | 58e             |                  |                    |  |              |
| 2021 |               |                      |                |                 | opgave          | 46e              |                    |  | 77e          |
| 2022 | opgave        |                      | 81e            |                 | 33e             |                  |                    |  | opgave       |
| 2023 | 56e           |                      |                |                 |                 | 102e             |                    |  |              |
| 2024 |               |                      |                |                 |                 | 107e             |                    |  |              |

## Ploegen
- 2013 -  Bizkaia-Durango
- 2014 -  Bizkaia-Durango
- 2015 -  Bizkaia-Durango
- 2016 -  Bizkaia-Durango
- 2017 -  Bizkaia-Durango
- 2018 -  Movistar Team
- 2019 -  Movistar Team
- 2020 -  Movistar Team
- 2021 -  Movistar Team
- 2022 -  Movistar Team
- 2023 -  Movistar Team

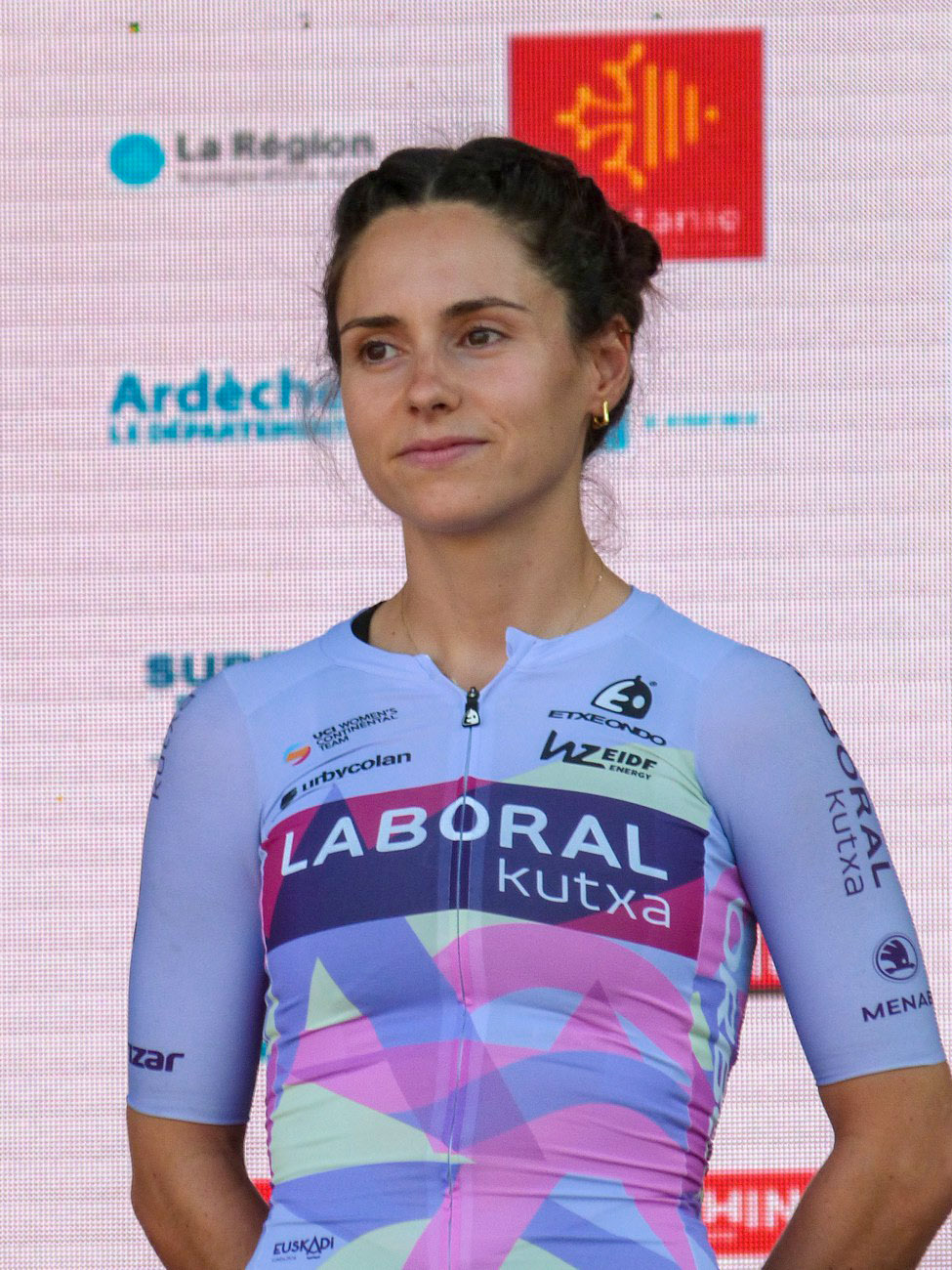
Met Laboral Kutxa-Fundación Euskadi in de Ronde van de Ardèche 2024.

- 2024 -  Laboral Kutxa-Fundación Euskadi

Biannic · García · González · Jasińska · Llamas · Merino · Neylan · Oyarbide · Rodríguez · Teruel
Biannic · Fournier · García · González · Gutiérrez · Jasińska · Llamas · Merino · Oyarbide · Rodríguez · Teruel
Aalerud · Biannic · Erić · González · Guarischi · Gutiérrez · Merino · Oyarbide · Rodríguez · Teruel
Aalerud · Biannic · Erić · González · Guarischi · Gutiérrez · Martín · Norsgaard · Oyarbide · Rodríguez · Teruel · Thomas · Van Vleuten
Aalerud · Biannic · Erić · Gigante · González · Guarischi · Gutiérrez · Martín · Norsgaard · Oyarbide · Patiño · Rodríguez · Sierra · Van Vleuten
Aalerud · Biannic · Bjerg · Erić · Gigante · González · Gutiérrez · Lippert · Mackaij · Martín · Meijering (vanaf 1/5) · Oyarbide · Patiño · Rodríguez · Sierra · Van Vleuten